# SBS 8 ニュース
『SBS 8 ニュース』（エス・ビー・エス・エイト・ニュース　朝: SBS 8 뉴스、英: SBS 8 NEWS）は、韓国・SBSにて制作・放送されているニュース番組。

## 概要
1991年12月9日に旧称のソウル放送として開局した日から放送されているSBSの看板ニュース番組である。「KBSニュース9」、「MBCニュースデスク」との差別化を図るため、より放映時間を1時間早めた。
1997年3月から同年6月までの間だけ他局に合わせて「SBS9時ニュース」のタイトルで午後9時スタートとしたため、復帰直後の当番組は2004年2月まで「一時間早いニュース、SBS8時ニュース」のアナウンスが入っていた。「KBSニュース9」と同様、少しだけ土日のみ別な番組名となったこともあり、テレビ放送の開局当初から1992年6月末までは「SBSニュースショー」で、土日も当番組に統合された後、1994年10月29日から1996年10月13日までは「SBSニュース2000」、その直後の10月19日から1997年6月29日までは「ニュースQ」（なお、韓国のニュース番組としては珍しく、放送局名が入っていなかった）のタイトルであった。
特別な変更がない限り、オープニングは韓国時間の19時50分から放送され、CMとヘッドラインと時報をはさんで本編が19時55分から放送されている。平日は70分、週末45分の放送枠であるが、SBS以外の地方ネットワーク局は第二部を差し替えて、ローカルニュースが各局毎に放送されている。
番組の最後には天気予報が内包される。スポーツニュースは番組本編でも取り上げられることもあるが、次番組として「SBSスポーツニュース（SBS 스포츠뉴스）」が5分間の枠で設定されている。
2020年9月21日からは番組構成が8時30分を境にした二部制となり、同時に手話同時通訳も導入されている。

## タイトルと放送時間の変遷
（表記はすべて、KSTである。）
| 1991年12月9日  | 1992年3月22日  | SBS 8 ニュース           | SBS 8 ニュース             | 月曜 - 土曜 20:00 - 20:30 （30分） | 月曜 - 土曜 20:00 - 20:30 （30分） | 月曜 - 土曜 20:00 - 20:30 （30分） | 日曜 20:00 - 20:50 （50分） | 日曜 20:00 - 20:50 （50分） | 日曜 20:00 - 20:50 （50分） |
| 1992年3月23日  | 1992年5月24日  | SBS 8 ニュース （平日）  | SBSニュースショー （週末） | 平日 20:00 - 20:45 （45分）        | 平日 20:00 - 20:45 （45分）        | 平日 20:00 - 20:45 （45分）        | 週末 20:00 - 20:55 （55分） | 週末 20:00 - 20:55 （55分） | 週末 20:00 - 20:55 （55分） |
| 1992年5月25日  | 1992年6月28日  | SBS 8 ニュース （平日）  | SBSニュースショー （週末） | 毎日 20:00 - 20:55 （55分）        | 毎日 20:00 - 20:55 （55分）        | 毎日 20:00 - 20:55 （55分）        | 毎日 20:00 - 20:55 （55分） | 毎日 20:00 - 20:55 （55分） | 毎日 20:00 - 20:55 （55分） |
| 1992年6月29日  | 1993年3月28日  | SBS 8 ニュース           | SBS 8 ニュース             | 毎日 20:00 - 20:55 （55分）        | 毎日 20:00 - 20:55 （55分）        | 毎日 20:00 - 20:55 （55分）        | 毎日 20:00 - 20:55 （55分） | 毎日 20:00 - 20:55 （55分） | 毎日 20:00 - 20:55 （55分） |
| 1993年3月29日  | 1993年4月25日  | SBS 8 ニュース           | SBS 8 ニュース             | 毎日 20:00 - 20:45 （45分）        | 毎日 20:00 - 20:45 （45分）        | 毎日 20:00 - 20:45 （45分）        | 毎日 20:00 - 20:45 （45分） | 毎日 20:00 - 20:45 （45分） | 毎日 20:00 - 20:45 （45分） |
| 1993年4月26日  | 1993年5月30日  | SBS 8 ニュース           | SBS 8 ニュース             | 平日 20:00 - 20:45 （45分）        | 平日 20:00 - 20:45 （45分）        | 平日 20:00 - 20:45 （45分）        | 週末 20:00 - 20:20 （20分） | 週末 20:00 - 20:20 （20分） | 週末 20:00 - 20:20 （20分） |
| 1993年5月31日  | 1993年10月17日 | SBS 8 ニュース           | SBS 8 ニュース             | 平日 20:00 - 20:45 （45分）        | 平日 20:00 - 20:45 （45分）        | 平日 20:00 - 20:45 （45分）        | 週末 20:00 - 20:30 （30分） | 週末 20:00 - 20:30 （30分） | 週末 20:00 - 20:30 （30分） |
| 1993年10月18日 | 1994年4月17日  | SBS 8 ニュース           | SBS 8 ニュース             | 平日 20:00 - 20:45 （45分）        | 平日 20:00 - 20:45 （45分）        | 平日 20:00 - 20:45 （45分）        | 週末 20:00 - 20:35 （35分） | 週末 20:00 - 20:35 （35分） | 週末 20:00 - 20:35 （35分） |
| 1994年4月18日  | 1994年10月23日 | SBS 8 ニュース           | SBS 8 ニュース             | 平日 20:00 - 20:45 （45分）        | 平日 20:00 - 20:45 （45分）        | 平日 20:00 - 20:45 （45分）        | 週末 20:00 - 20:40 （40分） | 週末 20:00 - 20:40 （40分） | 週末 20:00 - 20:40 （40分） |
| 1994年10月24日 | 1995年4月16日  | SBS 8 ニュース （平日）  | SBSニュース2000 （週末）   | 平日 20:00 - 20:45 （45分）        | 平日 20:00 - 20:45 （45分）        | 平日 20:00 - 20:45 （45分）        | 週末 20:00 - 20:40 （40分） | 週末 20:00 - 20:40 （40分） | 週末 20:00 - 20:40 （40分） |
| 1995年4月17日  | 1996年10月13日 | SBS 8 ニュース （平日）  | SBSニュース2000 （週末）   | 平日 20:00 - 20:45 （45分）        | 平日 20:00 - 20:45 （45分）        | 平日 20:00 - 20:45 （45分）        | 週末 20:00 - 20:30 （30分） | 週末 20:00 - 20:30 （30分） | 週末 20:00 - 20:30 （30分） |
| 1996年10月14日 | 1997年3月2日   | SBS 8 ニュース （平日）  | ニュースQ （週末）         | 毎日 20:00 - 20:45 （45分）        | 毎日 20:00 - 20:45 （45分）        | 毎日 20:00 - 20:45 （45分）        | 毎日 20:00 - 20:45 （45分） | 毎日 20:00 - 20:45 （45分） | 毎日 20:00 - 20:45 （45分） |
| 1997年3月3日   | 1997年3月3日   | SBS 9時ニュース （平日） | ニュースQ （週末）         | 平日 21:00 - 22:00 （60分）        | 平日 21:00 - 22:00 （60分）        | 平日 21:00 - 22:00 （60分）        | 週末 20:00 - 20:45 （45分） | 週末 20:00 - 20:45 （45分） | 週末 20:00 - 20:45 （45分） |
| 1997年3月4日   | 1997年4月27日  | SBS 9時ニュース （平日） | ニュースQ （週末）         | 平日 21:00 - 21:45 （45分）        | 平日 21:00 - 21:45 （45分）        | 平日 21:00 - 21:45 （45分）        | 週末 20:00 - 20:45 （45分） | 週末 20:00 - 20:45 （45分） | 週末 20:00 - 20:45 （45分） |
| 1997年4月28日  | 1997年5月18日  | SBS 9時ニュース （平日） | ニュースQ （週末）         | 平日 21:00 - 21:45 （45分）        | 平日 21:00 - 21:45 （45分）        | 平日 21:00 - 21:45 （45分）        | 週末 20:00 - 20:40 （40分） | 週末 20:00 - 20:40 （40分） | 週末 20:00 - 20:40 （40分） |
| 1997年5月19日  | 1997年6月29日  | SBS 9時ニュース （平日） | ニュースQ （週末）         | 平日 21:00 - 21:50 （50分）        | 平日 21:00 - 21:50 （50分）        | 平日 21:00 - 21:50 （50分）        | 週末 20:00 - 20:40 （40分） | 週末 20:00 - 20:40 （40分） | 週末 20:00 - 20:40 （40分） |
| 1997年6月30日  | 1997年9月28日  | SBS 8 ニュース           | SBS 8 ニュース             | 平日 20:00 - 20:45 （45分）        | 平日 20:00 - 20:45 （45分）        | 平日 20:00 - 20:45 （45分）        | 週末 20:00 - 20:30 （30分） | 週末 20:00 - 20:30 （30分） | 週末 20:00 - 20:30 （30分） |
| 1997年9月29日  | 1997年10月5日  | SBS 8 ニュース           | SBS 8 ニュース             | 平日 20:00 - 20:45 （45分）        | 平日 20:00 - 20:45 （45分）        | 平日 20:00 - 20:45 （45分）        | 週末 20:00 - 20:35 （35分） | 週末 20:00 - 20:35 （35分） | 週末 20:00 - 20:35 （35分） |
| 1997年10月6日  | 1997年10月26日 | SBS 8 ニュース           | SBS 8 ニュース             | 平日 20:00 - 20:45 （45分）        | 平日 20:00 - 20:45 （45分）        | 平日 20:00 - 20:45 （45分）        | 週末 20:00 - 20:30 （30分） | 週末 20:00 - 20:30 （30分） | 週末 20:00 - 20:30 （30分） |
| 1997年10月27日 | 1998年3月1日   | SBS 8 ニュース           | SBS 8 ニュース             | 平日 20:00 - 20:50 （50分）        | 平日 20:00 - 20:50 （50分）        | 平日 20:00 - 20:50 （50分）        | 週末 20:00 - 20:35 （35分） | 週末 20:00 - 20:35 （35分） | 週末 20:00 - 20:35 （35分） |
| 1998年3月2日   | 1998年10月18日 | SBS 8 ニュース           | SBS 8 ニュース             | 平日 20:00 - 20:40 （40分）        | 平日 20:00 - 20:40 （40分）        | 平日 20:00 - 20:40 （40分）        | 週末 20:00 - 20:35 （35分） | 週末 20:00 - 20:35 （35分） | 週末 20:00 - 20:35 （35分） |
| 1998年10月19日 | 1999年4月4日   | SBS 8 ニュース           | SBS 8 ニュース             | 平日 20:00 - 20:45 （45分）        | 平日 20:00 - 20:45 （45分）        | 平日 20:00 - 20:45 （45分）        | 週末 20:00 - 20:35 （35分） | 週末 20:00 - 20:35 （35分） | 週末 20:00 - 20:35 （35分） |
| 1999年4月5日   | 2000年5月14日  | SBS 8 ニュース           | SBS 8 ニュース             | 平日 20:00 - 20:40 （40分）        | 平日 20:00 - 20:40 （40分）        | 平日 20:00 - 20:40 （40分）        | 週末 20:00 - 20:35 （35分） | 週末 20:00 - 20:35 （35分） | 週末 20:00 - 20:35 （35分） |
| 2000年5月15日  | 2000年7月30日  | SBS 8 ニュース           | SBS 8 ニュース             | 平日 20:00 - 20:40 （40分）        | 平日 20:00 - 20:40 （40分）        | 平日 20:00 - 20:40 （40分）        | 週末 20:00 - 20:25 （25分） | 週末 20:00 - 20:25 （25分） | 週末 20:00 - 20:25 （25分） |
| 2000年7月31日  | 2000年10月8日  | SBS 8 ニュース           | SBS 8 ニュース             | 平日 20:00 - 20:40 （40分）        | 平日 20:00 - 20:40 （40分）        | 平日 20:00 - 20:40 （40分）        | 週末 20:00 - 20:30 （30分） | 週末 20:00 - 20:30 （30分） | 週末 20:00 - 20:30 （30分） |
| 2000年10月9日  | 2002年11月3日  | SBS 8 ニュース           | SBS 8 ニュース             | 平日 20:00 - 20:40 （40分）        | 平日 20:00 - 20:40 （40分）        | 平日 20:00 - 20:40 （40分）        | 週末 20:00 - 20:35 （35分） | 週末 20:00 - 20:35 （35分） | 週末 20:00 - 20:35 （35分） |
| 2002年11月4日  | 2008年4月27日  | SBS 8 ニュース           | SBS 8 ニュース             | 平日 20:00 - 20:45 （45分）        | 平日 20:00 - 20:45 （45分）        | 平日 20:00 - 20:45 （45分）        | 週末 20:00 - 20:35 （35分） | 週末 20:00 - 20:35 （35分） | 週末 20:00 - 20:35 （35分） |
| 2008年4月28日  | 2012年11月4日  | SBS 8 ニュース           | SBS 8 ニュース             | 平日 20:00 - 20:45 （45分）        | 平日 20:00 - 20:45 （45分）        | 平日 20:00 - 20:45 （45分）        | 週末 20:00 - 20:40 （40分） | 週末 20:00 - 20:40 （40分） | 週末 20:00 - 20:40 （40分） |
| 2012年11月5日  | 2013年2月24日  | SBS 8 ニュース           | SBS 8 ニュース             | 平日 20:00 - 20:50 （50分）        | 平日 20:00 - 20:50 （50分）        | 平日 20:00 - 20:50 （50分）        | 週末 20:00 - 20:45 （45分） | 週末 20:00 - 20:45 （45分） | 週末 20:00 - 20:45 （45分） |
| 2013年2月25日  | 2013年6月30日  | SBS 8 ニュース           | SBS 8 ニュース             | 平日 20:00 - 20:55 （55分）        | 平日 20:00 - 20:55 （55分）        | 平日 20:00 - 20:55 （55分）        | 週末 20:00 - 20:50 （50分） | 週末 20:00 - 20:50 （50分） | 週末 20:00 - 20:50 （50分） |
| 2013年7月1日   | 2019年4月14日  | SBS 8 ニュース           | SBS 8 ニュース             | 平日 20:00 - 20:55 （55分）        | 平日 20:00 - 20:55 （55分）        | 平日 20:00 - 20:55 （55分）        | 週末 20:00 - 20:45 （45分） | 週末 20:00 - 20:45 （45分） | 週末 20:00 - 20:45 （45分） |
| 2019年4月15日  | 2019年5月12日  | SBS 8 ニュース           | SBS 8 ニュース             | 平日 19:55 - 20:55 （60分）        | 平日 19:55 - 20:55 （60分）        | 平日 19:55 - 20:55 （60分）        | 週末 20:00 - 20:45 （45分） | 週末 20:00 - 20:45 （45分） | 週末 20:00 - 20:45 （45分） |
| 2019年5月13日  | 2019年12月31日 | SBS 8 ニュース           | SBS 8 ニュース             | 平日 20:00 - 20:50 （50分）        | 平日 20:00 - 20:50 （50分）        | 平日 20:00 - 20:50 （50分）        | 週末 20:00 - 20:45 （45分） | 週末 20:00 - 20:45 （45分） | 週末 20:00 - 20:45 （45分） |
| 2020年1月1日   |                | SBS 8 ニュース           | SBS 8 ニュース             | 月曜 - 木曜 20:00 - 20:55 （55分） | 月曜 - 木曜 20:00 - 20:55 （55分） | 金曜 20:00 - 20:40 （40分）        | 週末 20:00 - 20:45 （45分） | 週末 20:00 - 20:45 （45分） | 週末 20:00 - 20:45 （45分） |

## 地方ネットワーク局のローカルニュース番組
- KNN - KNNニュースアイ
- 大邱放送（TBC） - TBC 8 ニュース
- 蔚山放送（ubc） - ubcプライムニュース
- 大田放送（TJB） - TJB 8 ニュース
- 光州放送（KBC） - KBC 8 ニュース
- 清州放送（CJB） - CJB 8 ニュース
- 全州放送（JTV） - JTV 8 ニュース
- G1 - G1 8 ニュース
- 済州国際自由都市放送（JIBS） - JIBS 8 ニュース

## 8時の時報スポンサー
- 1991年12月（放送開始時）～1992年4月30日 サンドス時計
- 1992年5月1日～1993年6月30日 国際電話001(韓国通信（現：KT）)
- 1993年7月1日～1998年1月16日  大宇電子（当時）
- 1997年9月6日～2011年4月途中 毎日乳業
- 2011年4月途中～2023年6月 現代自動車
- 2023年7月〜現在 KIA

## オープニング映像
1. 開始当初から1995年頃　ソウル市内を表したコンピュータグラフィックアニメ。
2. 1995年頃から1996年頃　ニューススタジオをバックにタイトルロゴを映し出したもの。
3. 1997年頃から1998年頃　緑色のグラフィックから地図をイメージしたグラフィックを経て「SBSニュース2000」のタイトルロゴを出して、さらにその日のヘッドラインからスタジオに入る。
4. 1999年頃から2002年頃　地図をイメージしたグラフィックから8を強調したタイトルロゴを経てスタジオに入る。
5. 2002年頃から2004年頃　地球とその日の世界情勢を合成したグラフィック。
6. 2005年頃から2008年頃　この頃から2014年の変更までは同じ音楽が使われてきた。地球をイメージしたグラフィック。
7. 2008年頃から2010年頃　朝鮮半島を中心に構えた世界地図。
8. 2010年頃　SBS本社社屋の夜景にあるロゴをズームアップした後、世界地図のグラフィックを映し出す。
9. 2010年頃から2011年頃　SBS本社の夜景のロゴをズームアップした後、地球をイメージしたグラフィック。地球の下に世界地図と世界主要各国の国内別の地図が回転している。
10. 2011年頃　SBS本社の夜景のロゴから数字の8を模したロゴがフレームインし、そこからニューススタジオの映像。
11. 2012年頃から2014年5月18日　SBS本社の夜景を空撮で写し、そこからニューススタジオの映像。
12. 2014年5月19日〜2017年1月29日　「プリズム」と呼ばれる新共通デザインを採用したSBSニュース全体のリ・デザインに伴い刷新。韓国付近を中心とした世界地図の上に青い三角柱が浮き、更に三角形が波紋状に広がるグラフィックを映し、三角柱がタイトルロゴに変わる。その後スタジオを映し出すが、ヘッドラインの放送後にもSBS本社の夜景を映してから準備中のニューススタジオ、更に画面中央に番組ロゴが映し出される。音楽はSBSニュース共通テーマをベースとしたものに刷新された。
13. 2017年1月30日〜2020年9月20日　引き続きプリズムデザインに準じた音楽とタイトルロゴを採用しているが、三角柱ではなく青い円弧を用いており、それがタイトルロゴに変わるグラフィックを映し、次いでニューススタジオを映し出す。
14. 2020年9月21日〜　街中を模したCGを表示後、白と紺の曲線が現れて「8」の形を作りながらタイトルロゴに変化し、次いでニューススタジオを映し出す。タイトルロゴは先代までのハングル表記が無くなり、数字とアルファベットのみで構成されている。BGMは先代・先々代と同じ。

## ラジオ版
「SBS Love FM」でもテレビの全国放送パートが放送されており、天気予報に関しては、ラジオ版の独自制作となっている。
後に「KNN Love FM」では、KBOリーグのナイターオフを中心に放送されており、放送終了後は「KNNニュースアイ」のラジオ版が後に続く。KBOリーグのレギュラーシーズン期は当波で放送されている「NCダイノス」のナイターを主に放送しており、試合自体が無いときや、試合中止時の雨傘番組になるときのみの放送である。

## 日本での放送
2018年12月1日からスカパー!プレミアムサービスなどのKNTVで「MBCニュースデスク」から日本語字幕も引き継ぐ形で「SBS 8時のニュース」のタイトルで放送が開始され、SBS向けの第二部を含んだフルサイズで放送されている。
なお、前番組と同様、天気予報とスポーツコーナーが日本語字幕を入れていない。